# La Bernada

La Bernada, respecte del terme d'Abella de la Conca

La Bernada és una partida rural del terme municipal d'Abella de la Conca, a la comarca del Pallars Jussà.
Està situada al nord-est d'Abella de la Conca, prop del límit amb el terme de Conca de Dalt. És una de les partides situades més al nord-est del terme, a llevant de les Collades i al nord de les Vielles. La travessa el Camí del Portell, i és a prop i al sud de la Collada de Gassó.
Constitueix una conca allargassada de llevant a ponent, en sentit descendent, per on davallen les aigües de pluja que alimenten una part de la capçalera del barranc de Gassó.Limita al nord i al sud amb la partida d'Ordins, a ponent amb la de les Collades i a llevant amb la de la Mata i l'Obaga de Toà.
Comprèn les parcel·les 1 a 3 i 126 del polígon 1 i 321 a 329 i 331 a 339 del polígon 4 d'Abella de la Conca, i consta de 20,5078 hectàrees majoritàriament de conreus de secà, amb zones per a pastures i de bosquina. En el registre oficial del Cadastre, aquesta partida apareix escrita amb V: Vernada.
Travessen aquesta partida els mateixos camins i pistes que la veïna partida de les Collades: les pistes del Portell i del Petrol, i els camins Camí de Carreu i de la Collada del Trumfo. Fan de límit nord de la partida, en el seu sector oriental, els Feixans del Pas del Llop, i en el seu extrem est hi ha la Collada del Trumfo. El Planell del Congost forma part de la Bernada.

## Etimologia
Com explica Joan Coromines, bernat, i el seu femení bernada prové de barana, mot comú amb el mateix significat actual, el qual procedeix d'una paraula preromana que significava divisòria. Possiblement les baranes designen les vores de la conca que forma la Bernada.